# Psychobiologická teorie osobnosti
Psychobiologická teorie osobnosti je součástí paradigmatu aplikované psychologie, zejména pak v oblastí kognitivní psychologie a ze svého významu i behaviorální neurobiologie. Jejím autorem je C. Robert Cloninger, psycholog, psychiatr a genetik pocházející ze Spojených států amerických, který se soustředí za prvé na objasnění neuro-fyzilogických korelátů temperamentových vlastností a za druhé na určení temperamentových dimenzí které slouží pro identifikaci míry té či oné vlastnosti (HELUS 2011).

## Obsahové vymezení
Tato teorie se zabývá tím, jak působí chemické látky - na konstrukci a projevy lidského temperamentu. Základní premisou této teorie je koinónia psychologické a biologické části člověka. Jde o toxikaci neuronové sítě (především mozku, který je zodpovědný za lidské myšlení) interními - vlastními látkami jako je dopamin, noradrenalin, testosteron, estrogen aj.. Protože toxikace se projevuje především v oblasti mozku, tak je přímým faktorem ovlivňujícím lidské myšlení a zejména působí na oblasti mimo naše vědomí, čili v podvědomí. Podle této teorie existují právě tři oblasti temperamentu - vyhledávání nového (behaviorální aktivace, dopamin), vyhýbání se poškození (behaviorální inhibice, serotonin), závislost na odměně (behaviorální podpora, noradrenalin)(Cloninger in HOSEY 2005). Zabývá se účinkem i externích látek - dodanými z vnějšího prostředí jako je ethanol, botulotoxin, atropin, kofein, tein aj.

## Využití
Tato teorie je přínosná při takových problémech, jako je vinna a nevinna lidského jednání. Tím právě bývá zájmem nejenom psychologie ale též sociologie, která se také zabývá lidským jednáním, jeho vzorci, fenomény a možným směřováním za specificky daných podmínek sociálních situací, čili interakcí. Nicméně psychobiologická teorie osobnosti není všemi přijímána neb mozek se podařilo prozkoumat zhruba z 10 % a tak se může jevit tato teorie jako nereprezentativní.